# 小盘孔菌属
小盘孔菌属（学名：Porodisculus）是牛排菌科下的一个属。

## 下属物种
本属包括以下物种：
- 悬垂小盘孔菌 Porodisculus pendulus (Fr.) Murrill